# Religion au Tchad

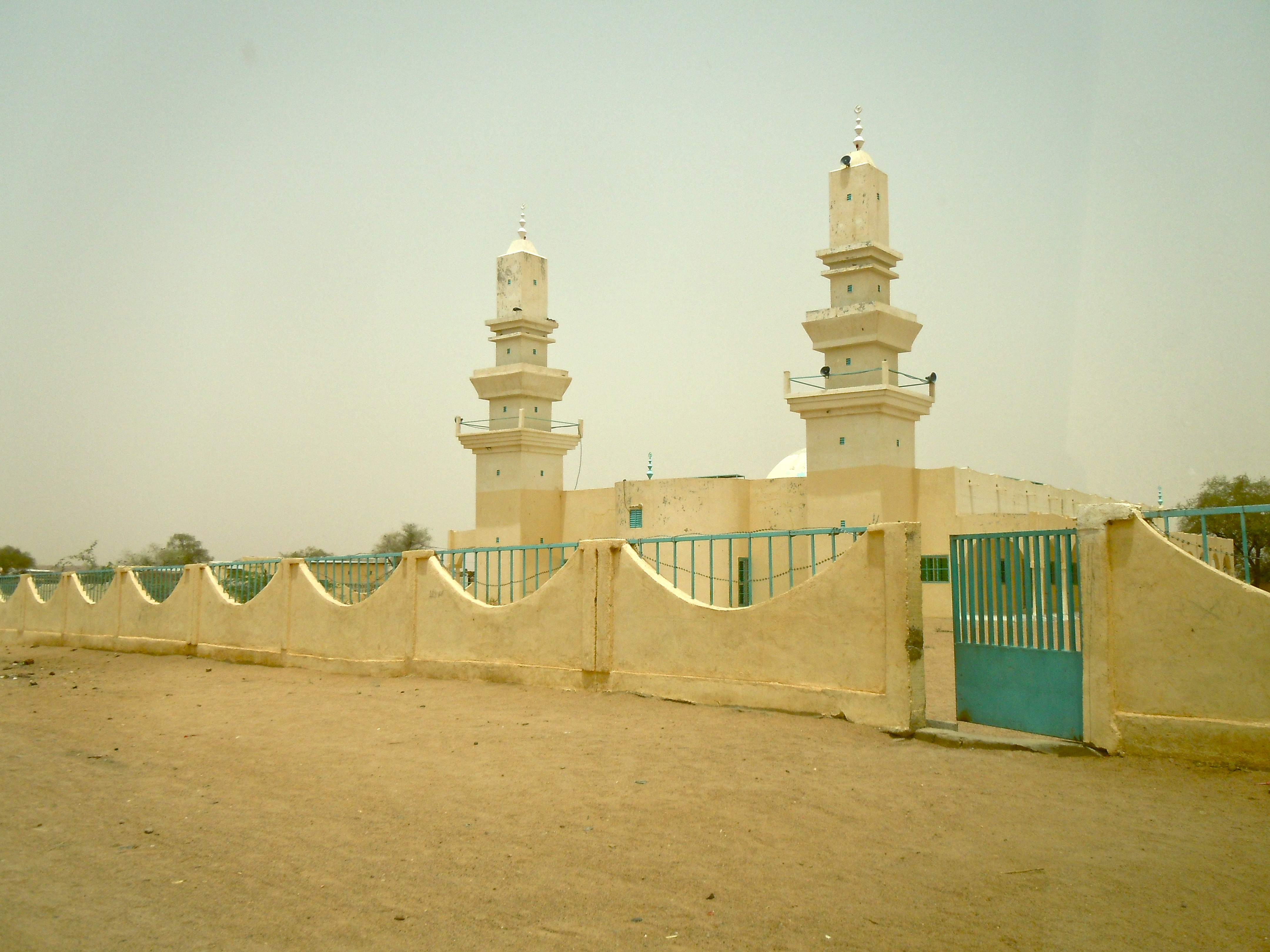
La grande mosquée d'Iriba en 2012.

Le Tchad est un État laïc. Le fait religieux est cependant très important dans le pays, que ce soit au niveau individuel ou collectif.
Les religions traditionnelles sont présentes dans le centre et le sud du pays, particulièrement dans les régions du Mayo-Kebbi Est et du Mayo-Kebbi Ouest. Elles regroupent environ 50 % de la population.
L'islam regroupe en 2022 un peu plus de la moitié de la population (environ 52,1 %). La majorité des pratiquants adhère au soufisme Tijaniyya, tandis qu'une minorité pratique le wahhabisme, le salafisme ou adhère au mouvement des Frères musulmans. Les Musulmans sont principalement installés dans le sud du pays. Les pratiques sont diversifiées dans les régions urbaines.
Le christianisme est présent au Tchad depuis le début de la période coloniale. Il est représenté par deux branches principales, le protestantisme (environ 23,9 %, principalement évangéliste) le catholicisme (environ 20 %), ainsi qu'environ 0,2 % d'autres courants chrétiens.
Un rapport du Département d'État des États-Unis de 2022 référence 0,3 % d'animistes, 0,7 % d'autres courants religieux, tels que le bahaïsme (en) et les Témoins de Jéhovah, et 2,8 % d'athées. En 2015, les religions traditionnelles africaines étaient pratiquées par environ 8 % de la population ; en 2022, le même rapport explique que ces religions traditionnelles sont pratiquées dans une certaine mesure en même temps que l'islam et le christianisme.